# Antônio de Oliveira Bastos
Antônio de Oliveira Bastos (Lisboa, ca. 1690 – ) foi um militar português.
Capitão de Infantaria da Praça de Santos, foi indicado pelo rei de Portugal Dom João V Comandante da Ilha de Santa Catarina, posto correspondente ao de atual governador do estado, de 28 de maio de 1737 a 7 de março de 1739, o último a comandar a Ilha no período colonial (1711-1739).